# Jeunes-Algériens
 (septembre 2018).
Si vous disposez d'ouvrages ou d'articles de référence ou si vous connaissez des sites web de qualité traitant du thème abordé ici, merci de compléter l'article en donnant les références utiles à sa vérifiabilité et en les liant à la section « Notes et références ».
Les Jeunes-Algériens est un mouvement intellectuel et politique du début du XXe siècle, apparu dans le sillage d'autres mouvements du même genre dans le monde (Jeunes Tunisiens, Jeunes-Turcs, Jeune-Allemagne, Jeune Irlande...).

## Présentation
Le mouvement est né par la volonté d’indigènes algériens qui exerçaient des métiers intellectuels, académiques ou administratifs, et de commerçants, ils seront appelés -contre leur gré- les « évolués ». Ils bousculent les élites traditionnelles. Ils engloberont deux tendances : d'une part les défenseurs d'une citoyenneté musulmane proches du mouvement Nahda (en arabe النهضة - la Renaissance islamique) et d'autre part des défenseurs d'une citoyenneté laïque proches des valeurs héritées des « Lumières ». Parmi les meneurs de ce mouvement on peut citer des hommes comme Cherif Benhabiles, Ben Ali Fekar, l'avocat Omar Bouderba, le docteur Benthami Belkacem, le docteur Abdennour Tamzali, les industriels Chekiken, Kaid Hammoud et l'émir Khaled.

## Origines
En 1892, le sénateur français Jules Ferry préside une commission d'enquête sénatoriale sur la crise algérienne. Il voyage en Algérie et rencontre des « Indigènes » algériens politisés (un avocat naturalisé, deux interprètes des services administratifs et un professeur à la medersa) qui lui signalent les problèmes liés à la naturalisation et la représentation des « Indigènes » en politique. Jules Ferry notera alors dans ses Carnets personnels : « Alger, 6 mai 1892. Aujourd’hui nous avons entendu X... Y... le parti des Jeunes ». À Constantine, le docteur Morsli Tayeb lui demandera « l’élection de conseillers généraux, de députés et de sénateurs indigènes ».
En 1900, lors d’une autre enquête parlementaire, un petit nombre de modernistes « Indigènes » parlèrent aux députés français de leurs problèmes politiques et de réformes nécessaires.
En 1901, deux lettrés français, arabisants et professeurs à la médersa de Tlemcen, Edmond Doutté et William Marçais, font connaître l’apparition d’un mouvement de jeunes musulmans algériens qu’ils baptisent « Jeune-Turc ». Edmond Doutté parlait d’«un mouvement des esprits et d’un effort de rénovation islamique»; «factice» et « limité à quelques rares musulmans ». William Marçais parlait, avec quelque ironie, d’un «parti de la civilisation et du progrès», composé de modernistes, de rationalistes et d’ambitieux.

## Contexte
Le mouvement des Jeunes-Algériens apparaît dans un contexte historique de grand questionnement interne du monde musulman, qui cherche à comprendre l'origine de leur retard de développement. C'est également la période de délitement de l'empire Ottoman. Il en découle un mouvement de renaissance de la pensée musulmane, le mouvement Nahda. Les penseurs de cette époque valorisent de nouveaux concepts comme la Constitution, le droit positif, la liberté, la justice et la république. Le parti islamiste des frères musulmans, créé en 1928, s'empare alors de ce mouvement intellectuel et le renverse pour conclure que le retard des musulmans est dû à leur éloignement de la religion. Le parti prône alors un retour à l'islam des origines, créant ainsi une grande ambiguïté, car ils continuent à utiliser les termes « modernisme islamique » ou « renaissance islamique », s'inscrivant ainsi dans la continuité de la Nahda, mais pour aller vers le fondamentalisme, sous forme de salafisme religieux rigoriste.
En 1903, un théologien égyptien, Mohamed Abduh, se rend en Algérie. Le 5 septembre 1903, il fait à Belcourt un discours sur le thème de la patience et de la résignation; et à Constantine, il déclare que « la politique était la cause de tous les malheurs » et condamne nommément certains « Jeunes-Turcs » d’Alger. En effet, la primauté du politique caractérise le mouvement des Jeunes-Algériens par rapport aux théologiens, préoccupés d’abord de ramener l’Islam à sa pureté primitive.

## Influences
Le mouvement des Jeunes-Algériens apparaît à la même période que les Jeunes-Turcs, ils ont en commun l’idée de progrès, la nécessité de l’instruction, la recherche de connaissance scientifique et un certain détachement de l’orthodoxie musulmane. En 1919 est lancé l’hebdomadaire des Jeunes-Algériens nommé L'Ikdam (comme la librairie jeune-turque de Constantinople qui s’appelait l’Ikdam).
Fin 1910, est édité à Bône (Annaba) le journal arabophone L’Étendard algérien, qui reprend le nom du journal des Jeunes-Égyptiens.
Aux Jeunes-Tunisiens, les Jeunes-Algériens empruntent le système des sociétés d’anciens élèves des écoles  (sur le type de la Sadikïa, fondée par Ali Bach Hamba) ou celui des sociétés destinées à initier les musulmans aux « sciences modernes » (sur le type de la Khaldounia). Certains militants tunisiens étaient d’origine algérienne et serviront de trait d’union. La plupart des grandes villes ont désormais leurs sociétés aux noms évocateurs: L’Amicale des Sciences modernes, le Cercle des Jeunes-Algériens (Tlemcen), la Rachidïa, la Toufikïa (la Concorde) (Alger), le Cercle Salah-Bey, la Société islamique Constantinoise, le Croissant, la Sadikïa, le Cercle du Progrès (Bône). Mais aussi dans des villages, à Tighennif (Palikao) est animé (L’Union) et en Kabylie à Djemaa Saharidj, où est animé (Le Progrès Saharidjien). Dans ces cercles, des mots nouveaux apparaissent peu à peu, comme At-Taqaddoum (le Progrès), et Al-Houqoûq (les droits politiques).

## Orientation politique
Vers 1910, les Jeunes-Algériens disposent d’une presse, parfois bilingue, mais le plus souvent en français, avec des hebdomadaires comme le Rachidi ou L’Islâm (fondé par Hadjammar Mohamed), qui fusionneront en 1919 pour donner L'Ikdam.
Des voix s’élèvent de l’Algérie musulmane: tel avocat musulman demande l’assimilation complète au point de vue judiciaire, la suppression des derniers cadis et « la fin de ce parallélisme énervant dans lequel nos administratifs prétendent éterniser la société musulmane ». Tel élu municipal Jeune-Algérien déclarait en avril 1911: « Nous désirons que l’esprit laïc s’implante également en Algérie... il est de toute nécessité que les indigènes d’Algérie s’affranchissent des influences religieuses, lesquelles entravent leur libre développement économique ».
Les Jeunes-Algériens sont une force politique avec laquelle le gouvernement métropolitain français compte: une délégation de Jeunes-Algériens ira par deux fois porter ses doléances directement à Paris. Cette délégation porte une pétition conditionnant toute acceptation de la conscription militaire (service militaire obligatoire par tirage au sort d'un certain nombre d’Indigènes algériens) à des « contreparties » en termes de droits civiques et la suppression du code de l’Indigénat. La délégation se déplacera deux fois, en 1908 et 1912, représentée par Maître Bouderba et le docteur Benthami Belkacem. Le ministre de l’Intérieur, Théodore Steeg, puis le président du Conseil Raymond Poincaré, et d’anciens ministres, comme Georges Clemenceau et Stéphen Pichon, les reçoivent.
Leurs adversaires, les « Vieux-Turbans », les ont baptisé par dérision Assh’âb el-Boulitik (les compagnons de la politique), parce qu’ils sont candidats à toutes les élections dans les villes, qu'ils remportent peu. Aux élections municipales de 1912, il y a neuf conseillers municipaux musulmans qui se reconnaissent comme Jeunes-Algériens.
Ces intellectuels, membres des professions libérales, modernistes, ces membres de cercles, étaient peu nombreux, une cinquantaine de personnes connues, une centaine d'actifs, un peu plus d’un millier de politisés; au total, une toute petite élite moderne pour un peuple de 4 500 000 individus. Leurs leaders sont Omar Bouderba et le Dr Benthami Ould Hamida. Leur doyen était M’hammed ben Rahal.
Selon l'historien Charles-Robert Ageron, les Jeunes-Algériens étaient méprisés par les religieux « Vieux-turbans » , qui les considéraient comme de jeunes mécréants occidentalisés, comme kouffâr (littéralement les exclus) ou abhorrés comme m’tourni (convertis). Ils furent même victimes d'attentats politiques, en 1912, le Dr Benthami fut blessé, et en 1914, Si Abbas Ben Hammana, bourgeois libéral de Tébessa, fut tué. « Ce groupe de jeunes et de protestataires mène une action politique qui n’est pas comprise par les masses musulmanes et choque les traditionalistes ».
Les Jeunes-Algériens demandent le droit d’être instruit dans des écoles françaises, l’égalité devant les tribunaux et devant l’impôt. Ils déclarent accepter le service militaire obligatoire et la laïcité, en échange de l’octroi progressif des libertés et des droits du citoyen français. Cette orientation politique était appelée à l'époque « assimilation».

## Le manifeste Jeune-Algérien
À la veille de la Première Guerre mondiale, le décret du 3 février 1912, établit le service militaire obligatoire par tirage au sort d'un certain nombre d’Indigènes algériens (conscription militaire). La presse indigène s'empare alors du sujet pour réclamer en contrepartie la citoyenneté française pour l’indigène algérien. Et en juin 1912, à Bône (Annaba), une délégation de neuf Jeunes-Algériens remet une note aux parlementaires français. Cette note sera nommée par la suite « Manifeste Jeune Algérien ».
Elle demandait en compensation de l’acceptation du service militaire :
- La réforme du régime répressif (code de l'Indigénat) ;
- Une juste répartition des impôts et une équitable affectation des ressources budgétaires (c’est-à-dire la suppression des «impôts arabes» propres aux musulmans et l’égalité dans la répartition des charges avec les Européens.) ;
- Une représentation politique sérieuse et suffisante dans les assemblées de l’Algérie et de la métropole ;
- Une représentation des Indigènes algériens au Parlement français ;
- Que ceux qui auront satisfait à l’obligation du service militaire, par voie d’appel ou d’engagement volontaire, aient le droit d’opter pour la qualité de citoyen français sans être soumis aux formalités actuelles et sur simple déclaration.

En 1913, l'émir Khaled se rapproche du mouvement et fait une tournée de conférences à Paris où il défend leur programme. Il déclare souhaiter « très raisonnablement des droits pour ceux qui ont accepté tous les devoirs y compris l’impôt du sang », et concluait : « Instruisez-nous, assistez-nous comme vous pouvez le faire en temps de paix. Associez-nous à votre prospérité et à votre justice. Nous serons avec vous aux heures du danger »[réf. nécessaire].

## Évolution
En 1917, l'émir Khaled se rend à Paris au Congrès de la Ligue des Droits de l’Homme. Le Congrès de novembre 1916 avait proclamé que le futur traité de paix devrait consacrer « le droit des peuples à disposer d’eux-mêmes » et ce thème était déjà utilisé par les premiers nationalistes tunisiens. Le Congrès de 1917, examina alors la question algérienne, et se prononça pour la naturalisation dans le statut personnel musulman des anciens militaires algériens, pour leur participation à l’élection des députés et sénateurs et le droit d’être eux-mêmes élus, et enfin pour l’instruction obligatoire des deux sexes. Au cours de ce Congrès, Jean Mélia (chef de cabinet du gouverneur général de l'Algérie) fit applaudir « le labeur inlassable du docteur Benthami » et « l’action glorieuse du capitaine émir Khaled », «très nobles et très purs héros». Jean Mélia essaya de proposer au Congrès un projet favorable à l’institution d’un régime de droit commun pour les musulmans, mais opposé à toute naturalisation qui maintiendrait le statut personnel musulman. Ce projet n’eut pas une seule voix et Jean Mélia devant l’hostilité des congressistes dut renoncer à terminer son discours. Ce Congrès exerça une forte influence sur l'émir Khaled, le persuadant que le monde politique français était prêt à accepter l’octroi d’une représentation parlementaire aux musulmans, sans leur demander de renoncer à leur statut personnel musulman.
En juillet 1919, les Jeunes-Algériens unissent leurs forces dans une Ligue d’action franco-musulmane, sous la présidence du Professeur Mohamed Soualah et du Docteur Benthami Ould Hamida. Mais en novembre 1919, lors des élections municipales d’Alger, les deux camps de Jeunes-Algériens s’opposent. Ils présentent chacun une liste de candidats : l’une, composée d'Indigènes musulmans déjà naturalisés Français, l’autre de non-naturalisés (qui refusent la naturalisation aussi longtemps qu’elle impliquerait la renonciation au statut personnel de droit musulman). Les Jeunes-Algériens de la tendance Benthami-Bouderba-Soualah-Tamzali sont détachés des croyances religieuses, leurs adversaires, sont plus traditionalistes et religieux, et leur chef est l’Émir Khaled. Le camp de l'émir Khaled fut largement vainqueur. Khaled lui-même fut élu conseiller municipal (925 voix contre 332 à Benthami), conseiller général (2 505 voix contre 256 à Tamzali) et délégué financier (7 000 voix contre 2 500 à Zerruk Mahieddin).

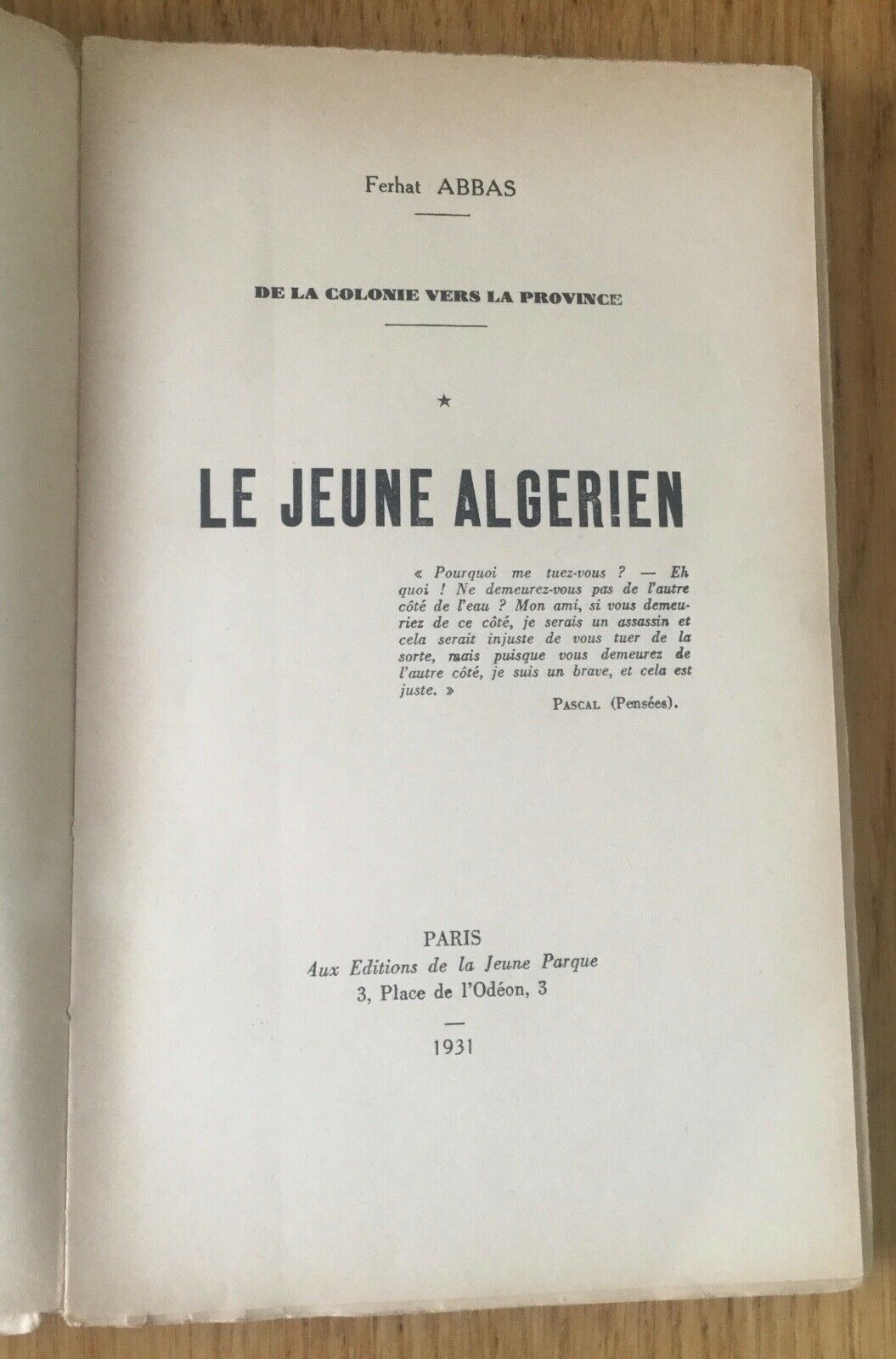
"Le Jeune Algérien" écrit par Ferhat Abbas.

Le camp de l'émir Khaled s'empara du journal L'Ikdam, et celui du clan Benthami-Soualah s'exprima dans L’Avenir de l’Algérie.
Dans l'Ikdam, l'émir Khaled rejetait l’assimilation absolue : à son ami Jean Mélia qui faisait campagne pour une assimilation totale des indigènes algériens et un nouveau décret Crémieux pour eux, Khaled répondait que c’était une utopie: « La masse n’en veut pas. L’indigène n’acceptera pas la qualité de citoyen français dans un statut autre que le sien pour une raison d’ordre essentiellement religieux. La France ne décrétera jamais cette naturalisation en masse dans la crainte, injustifiée, de voir l’élément européen submergé par 5 millions d’indigènes».
L’ouvrage de Ferhat Abbas Le Jeune-Algérien, paru en 1931, fait référence à ce mouvement.